# Hermes Synchron
Die Hermes Synchron GmbH ist ein Produktionsunternehmen für die Synchronisation von Filmen und Fernsehserien mit Sitz in der Medienstadt Babelsberg in Potsdam.

## Geschichte
Das Unternehmen wurde 1967 von Ingo Hermes gegründet. Die Hermes Synchron war bis Ende der 1970er Jahre auf dem Areal der Geyer-Werke in Berlin-Neukölln ansässig. Später erfolgte ein Umzug auf das Gelände der CCC-Film in Berlin-Spandau. Seit 1996 hat die Hermes Synchron ihren Sitz in Potsdam-Babelsberg. 2015 wurden Tobias Kunze und Christian Wunder, Inhaber der Synchronfirma RC Production, zu den neuen Eigentümern. 2020 stieg Kunze aus, seitdem leitet Wunder sowohl die Hermes, als auch die RC Production alleine weiter.

## Produktionen
Zu den bekanntesten Synchronisationen der Hermes Synchron zählen:

### Kinofilme
- Der 13te Krieger
- Basic Instinct
- Black Hawk Down
- Capote
- Fargo
- From Dusk Till Dawn
- Good Will Hunting
- Jackie Brown
- Das Leben ist schön
- Nell
- The Others
- Panic Room
- Pulp Fiction
- Der Schakal
- Terminator
- Terminator 2 – Tag der Abrechnung
- Terminator 3 – Rebellion der Maschinen
- Thelma & Louise
- Die totale Erinnerung – Total Recall
- True Lies – Wahre Lügen

### Fernsehserien
- Das A-Team
- Chefarzt Dr. Westphall
- Der Prinz von Bel-Air
- The District – Einsatz in Washington
- Eine himmlische Familie
- Hustle – Unehrlich währt am längsten
- Magnum
- Monk
- Mord ist ihr Hobby
- My Name Is Earl
- Person of Interest
- Prison Break
- Psych
- Revenge
- Smallville
- Smash
- Stargate SG-1
- Susan
- Trolljäger
- Voltron: Legendärer Verteidiger

## Auszeichnungen
- 2001: Liliput-Preis für die Synchronfassung des Films Die WonderBoys[3]
- 2007: Deutscher Preis für Synchron für die Fernsehserie Monk[4]